# Marie D’Bohemia
Das Fahrgastschiff Marie D’Bohemia ist ein auf der Basis eines Katamarans entstandenes, rein elektrisch angetriebenes Fahrgastschiff des Prager Unternehmens Prague Boats s.r.o. auf der Moldau.

## Das Schiff
Der Baubeginn für den neuen Katamaran der Prager Reederei mit einer geplanten doppelt so großen Batteriekapazität wie des Vorgängerschiffes Bella Bohemia war bei der sachsen-anhaltischen Schiffswerft Bolle GmbH im Herbst 2020. Die Fertigstellung erfolgte Anfang Juli 2021 und das Schiff erreichte noch im Juli 2021 den Heimathafen Prag auf dem Wasserweg, wo es für regelmäßige Rundfahrten und private Schiffsfahrten eingesetzt wird. Das Schiff wird ab der Anlegestelle Kampa an der Moldau eingesetzt. Zugelassen ist das Fahrgastschiff für 250 Fahrgäste, wobei bereits die Innendeckkapazität bis zu 250 Sitzplätze zulässt. Es ist mit Klimaanlage und Heizung ausgestattet und erlaubt einen ganzjährigen Betrieb.